# Kubas Davis Cup-lag
Kubas Davis Cup-lag representerar Kuba i tennisturneringen Davis Cup, tidigare International Lawn Tennis Challenge. Kuba debuterade i sammanhanget 1924. Laget deltog i elitdivisionen 1993.